# Rasheedah Phillips
Rasheedah Phillips est une artiste interdisciplinaire, productrice, écrivaine et avocate américaine basée à Philadelphie.

## Art et écriture
Rasheedah Phillips fonde The Afrofuturist Affair en 2011 pour fournir une plate-forme Web et une communauté aux écrivains de couleur travaillant dans la fiction spéculative et des genres similaires,.

Le projet a contribué à la fondation en 2014 du collectif multidisciplinaire Black Quantum Futurism (en), avec l'artiste et musicienne Camae Ayewa (en). Ensemble elles explorent les intersections du futurisme, des médias créatifs, de l'esthétique du bricolage et de l'activisme dans les communautés marginalisées à travers une lentille temporelle alternative. Une exposition de leur travail a eu lieu à la galerie Western Front de Vancouver en 2019. 
« En tant qu'artiste, je me suis tellement inspiré de l'environnement et de l'expression visuelle de la science et des expériences en cours, pas seulement des idées et des concepts qui les sous-tendent. L'art était partout où je regardais et écoutais » dit Rasheedah Phillips 
Phillips est également une autrice de science-fiction afrofuturiste et a écrit plusieurs livres auto-publiés, dont Black Quantum Futurism Theory & Practice, Volume I. Ses ouvrages sont publiés dans The Funambulist Magazine, e-flux Architecture, Flash Art Magazine, Philadelphia Inquirer, Arts de la récréation. 

## Travail juridique et activisme communautaire
Pour Rasheedah Phillips, le travail créatif et le millitantisme communautaire sont des dimensions interdépendantes de sa lutte contre les inégalités raciales.  
En 2008, Rasheedah Phillips obtient son diplôme de la Beasley School of Law de l'Université Temple tout en jonglant entre ses responsabilités professionnelles et parentales. Elle rejoint les services juridiques communautaires de Philadelphie la même année et gravit les échelons pour devenir avocate en chef de l'unité de logement. En tant qu'avocate principale responsable de la gestion de la politique du logement au sein de cette unité, elle se spécialise dans le domaine du droit du logement subventionné. Son plaidoyer en faveur de changements majeurs dans la politique du logement a eu un impact significatif à la fois à l'échelle locale, à Philadelphie, et au-delà de la ville. 
En 2016, Phillips crée Community Futures Lab dans le quartier Sharswood-Blumberg du nord de Philadelphie pour servir de centre communautaire et d'espace d'atelier pour les résidents du quartier en pleine gentrification,. Le laboratoire accueille des lectures, des ateliers, une bibliothèque et des installations pour la documentation de l'histoire orale de la communauté. 

## Publications
- (en) Black Quantum Futurism Theory & Practice Vol: II, BOOKBABY, 19 novembre 2021, 134 p. (ISBN 9781737361206)

- (en) Space-Time Collapse II, Afro Futurist Affair/House of Future Sciences Books, 2020, 200 p. (ISBN 9780996005074)

- (en) Reynaldo Anderson, Clinton R. Fluker, The Black Speculative Arts Movement: Black Futurity, Art+Design, Londres, Lexington Books, 15 décembre 2019, 282 p. (ISBN 978-1498510530)

- (en) The Telescoping Effect, AfroFuturist Affair, 13 février 2017, 58 p. (ISBN 9780996005098)

- (en) Dominique Matti, Rasheedah Phillips, Space-time Collapse

Black Quantum Futurism. From the Congo to the Carolinas. I, Afro Futurist Affair/House of Future Sciences Books, 2017, 108 p. (ISBN 9780996005067)
- (en) Black Quantum Futurism

Theory and Practice, Afrofuturist Affair/House of Future Sciences Books, 2015, 84 p. (ISBN 9780996005036)
- (en) Recurrence Plot (and Other Time Travel Tales), Afrofuturist Affair/House of Future Sciences Books, 2014, 230 p. (ISBN 9780996005005)

## Prix
- 2020 Prix de résidence Collide[7].
- 2018 Atlantic Fellow for Racial Equity[2].
- 2017 Housing Justice Award, National Housing Law Project[18].
- 2017 City & State Pennsylvania 40 under 40 Rising Star award[19].
- Bourse Pew 2017 (avec Camae Ayewa)[20]-